# NATO Rapid Deployable Corps - Spain
Il NATO Rapid Deployable Corps – Spain (Corpo di Reazione Rapida NATO NRDC-SP) è un Comando multinazionale di Corpo d'Armata ad alta prontezza operativa della NATO costituito nel 2000 il cui quartier generale è a Valencia, in Spagna.
Il Comando è disponibile per essere impiegato in tempi rapidi per interventi in aree di crisi in base a quanto stabilito dal Consiglio del Nord Atlantico (NAC-North Atlantic Council).

## Missione
Il Cuartel Generale Terrestre de Alta Disponibilidad (HQ NRDC ESP), istituito nel 2008 è organizzato con due diversi stati maggiori: nazionale e internazionale. Il personale nazionale si trova a Valencia, quello internazionale a Bétera, località della comunità Valenciana nell'interno distante circa 15 Km da Valencia. Lo staff internazionale è aperto alla partecipazione di paesi della NATO su base volontaria.
Il NATO Rapid Deployable Corps (NRDC-HQ ESP) è in grado di eseguire una vasta gamma di missioni: dalla gestione delle catastrofi, all'assistenza umanitaria, al sostegno della operazioni di pace, a missioni contro il terrorismo. Il comando può dirigere una forza multinazionale della dimensione di una brigata a una dalle dimensioni di corpo d'armata.

## Storia
A metà del 1999, la NATO ha definito il nuovo concetto strategico, abbracciando la teoria che, dopo aver superato la guerra fredda, le forze alleate potrebbero agire all'estero in diversi scenari allo stesso tempo. Tenendo conto di questo nuovo concetto, l'Alleanza ha avviato un nuovo processo di revisione della struttura delle forze, da cui la necessità di forze e quartier generali permanenti, facilmente implementabile, con un elevato livello di prontezza e in grado di assumere tutti i tipi di missioni, dalle missioni convenzionali al combattimento in guerra, alle operazioni per il mantenimento della pace. Il requisito principale delle High Readness Forces è quello di potere schierare primi contingenti entro 10 giorni e l'intera forza entro due mesi. Con questo scopo, la NATO ha proposto questo obiettivo a tutti i suoi stati membri. Il governo spagnolo ha ritenuto fosse della massima importanza costituire una di queste forze, consentendo all'esercito spagnolo di condurre operazioni multinazionali all'interno o all'esterno del territorio della NATO.
Il Rapid Deployable Corps Spagnolo è stato attivato all'inizio del 2000. L'esercito ha avviato un processo di formazione del personale necessario per la formazione e l'organizzazione di una High Readness Force. Il piano dettagliato di implementazione è stato inviato alla NATO il 30 giugno 2001, l'Interim Operational Evaluation (IOC) è stata approvata nel maggio del 2002 e la piena capacità operativa (FOC) raggiunta nel novembre dello stesso anno. Dopo questo importante risultato, è stata istituita la nuova denominazione come HQ NRDC-SP.

## Stati partecipanti
- Francia
- Germania
- Grecia
- Italia
- Portogallo
- Regno Unito
- Romania
- Spagna
- Stati Uniti
- Turchia
- Polonia